# PTU - Landsforeningen af Polio-, Trafik- og Ulykkesskadede
UlykkesPatientForeningen, blev grundlagt i 1945 som Landsforeningen af Polio-, Trafik- og Ulykkesskadede (PTU) med det formål at rehabilitere polioskadede, navnlig ved genoptræning og revalidering. Senere er rygmarvsskadede og whiplashskadede kommet med, men også andre med en alvorlig skade efter en ulykke eller sygdom.
Erkendelsen af, at et sådant arbejde nytter og gør en afgørende forskel for mange mennesker, har været og er stadig drivkraften i UlykkesPatientForeningen. I dag omfatter organisationen også PolioForeningen, Specialhospitalet og HandicapBilistCentret. Herunder rehabilitering af alle livsforhold – lige fra tværfaglig behandling, rådgivning, oplysning, interessevaretagelse og erhvervelse af kørekort og handicapbil.
Holger Kallehauge var formand for UlykkesPatientForeningen fra 1973 til han gik af kort før sin død i 2014.